# Hokejsko združenje Manitobe
Hokejsko združenje Manitobe (angleško Manitoba Hockey Association, MHA) je bila članska amaterska hokejska liga v Manitobi, Kanada. Delovati je začela kot elitna amaterska liga in postala profesionalna leta 1905. V sezoni 1908/09 je imela tako profesionalno kot amatersko ligo, od 1909 do 1923 pa je bila izključno amaterska liga. Dve moštvi lige sta osvojili Stanleyjev pokal, Winnipeg Victorias in Kenora Thistles. Tri ostala moštva lige so izzivala pokal neuspešno, Brandon Wheat Cities, Winnipeg Maple Leafs in Winnipeg Rowing Club. Winnipeg Hockey Club, Winnipeg Falcons, Winnipeg Monarchs in Winnipeg Victorias so bila moštva lige, ki so osvojila Pokal Allan. 
Liga je bila tudi znana kot Manitoba Hockey League (Hokejska liga Manitobe) in Manitoba Professional Hockey League (Poklicna hokejska liga Manitobe).

## Zgodovina

### Ustanovitev
Le)ga je bila ustanovljena 11. novembra 1892 z namenom organizirati hokej na ledu v Manitobi 

### Manitoba & Northwestern Hockey Association
Leta 1904 je liga vase posrkala ligo Manitoba & Northwestern Hockey Association (MNWHA) in moštvo Rat Portage/Kenora Thistles, ki sicer ni bilo iz pokrajine Manitoba. 

### Manitoba Professional Hockey League
Leta 1905 je liga postala profesionalna in se preimenovala v Manitoba Professional Hockey League (MPHL). Liga je delovala do sezone 1908/09, ko so nekatera moštva razpadla. 

### Manitoba Hockey League
Od sezone 1908/09 je začela z delovanjem liga Manitoba Hockey League (MHL), ki je bila amaterska članska liga. Moštva iz te lige so lahko tekmovala za Pokal Allan.

### Manitoba Amateur Hockey Association
Z ustanovitvijo Canadian Amateur Hockey Association leta 1914 je nastala tudi Manitoba Amateur Hockey Association, katere namen je bil administracija amaterskega hokeja na ledu v Manitobi. Manitoba Hockey Association je še naprej organizirala ligo MHL. 

## Pregled sezon
| Sezona  | Moštva | Prvak                |
| ------- | --- | -------------------- |
| 1892/93 | Fort Osborne Rifles, Winnipeg HC, Winnipeg Victorias                                                            | Winnipeg Victorias   |
| 1893/94 | Winnipeg Dragoons, Winnipeg HC, Winnipeg Victorias                                                              | Winnipeg Victorias   |
| 1894/95 | Winnipeg HC, Winnipeg Victorias                                                                                 | Winnipeg Victorias   |
| 1895/96 | Winnipeg HC, Winnipeg Victorias                                                                                 | Winnipeg Victorias†  |
| 1896/97 | Winnipeg HC, Winnipeg Victorias                                                                                 | Winnipeg Victorias   |
| 1897/98 | Winnipeg HC, Winnipeg Victorias                                                                                 | Winnipeg Victorias   |
| 1898/99 | Winnipeg HC, Winnipeg Victorias                                                                                 | Winnipeg Victorias   |
| 1899/00 | Winnipeg HC, Winnipeg Victorias                                                                                 | Winnipeg Victorias   |
| 1900/01 | Winnipeg HC, Winnipeg Victorias                                                                                 | Winnipeg Victorias†  |
| 1901/02 | Winnipeg HC, Winnipeg Victorias                                                                                 | Winnipeg Victorias   |
| 1902/03 | Winnipeg Rowing Club, Winnipeg Victorias                                                                        | Winnipeg Rowing Club |
| 1903/04 | Winnipeg Rowing Club, Winnipeg Victorias                                                                        | Winnipeg Rowing Club |
| 1904/05 | Brandon Wheat Cities, Portage la Prairie Cities, Rat Portage Thistles, Winnipeg Rowing Club, Winnipeg Victorias | Rat Portage Thistles |
| 1905/06 | Brandon Wheat Cities, Kenora Thistles, Portage la Prairie Cities, Winnipeg Rowing Club, Winnipeg Victorias      | Kenora Thistles      |

† zmagovalci Stanleyjevega pokala

### Manitoba Professional Hockey League
| Sezona  | Moštva | Prvak                |
| ------- | --- | -------------------- |
| 1906/07 | Brandon Wheat Cities, Kenora Thistles‡, Portage la Prairie Cities, Winnipeg Strathconas                        | Kenora Thistles      |
| 1907/08 | Brandon Wheat Cities†, Kenora Thistles†, Portage la Prairie Cities, Winnipeg Maple Leafs, Winnipeg Strathconas | Winnipeg Maple Leafs |
| 1908/09 | Winnipeg HC, Winnipeg Maple Leafs, Winnipeg Shamrocks                                                          | Winnipeg Shamrocks   |

‡ zmagovalci Stanleyjevega pokala

† Brandon in Kenora sta pred ukinitvijo igrala le na eni tekmi sezone 1907/08.
Vzporedno z ligo MPHL je MHA s sezono 1908/09 začela s člansko amatersko ligo MHL. 

### Manitoba Hockey League
| Sezona             | Moštva | Prvak                    |
| ------------------ | --- | ------------------------ |
| 1908/1909          | Winnipeg Capitals, Winnipeg Varsity, Winnipeg Victorias                                                            | Winnipeg Victorias       |
| 1909/1910          | Winnipeg Capitals, Winnipeg Varsity, Winnipeg Victorias                                                            | Winnipeg Varsity         |
| 1910/1911          | Winnipeg Monarchs, Winnipeg Varsity, Winnipeg Victorias                                                            | Winnipeg Victorias‡      |
| 1911/1912          | Winnipeg Monarchs, Winnipeg Varsity, Winnipeg Victorias                                                            | Winnipeg Victorias‡      |
| 1912/1913          | Winnipeg HC, Winnipeg Varsity, Winnipeg Victorias                                                                  | Winnipeg HC‡             |
| 1914/1915          | Winnipeg Monarchs, Winnipeg Varsity, Winnipeg Victorias                                                            | Winnipeg Monarchs‡       |
| 1915/1916 A        | Winnipeg 61st Battalion, Winnipeg Monarchs, Winnipeg Soldiers                                                      | Winnipeg 61st Battalion‡ |
| 1915/1916 B        | Winnipeg Falcons, Winnipeg HC, Winnipeg Victorias                                                                  | Winnipeg Monarchs        |
| 1918/1919          | Brandon Wheat Cities, Selkirk Fishermen, Winnipeg Argonauts, Winnipeg Monarchs                                     | Selkirk Fishermen        |
| 1919/1920 Manitoba | Brandon Wheat Cities, Selkirk Fishermen, Winnipeg Falcons                                                          | Winnipeg Falcons‡        |
| 1919/1920 Winnipeg | Winnipeg HC, Winnipeg Monarchs, Winnipeg Victorias                                                                 | Winnipeg HC              |
| 1920/1921 Manitoba | Brandon Wheat Cities, Winnipeg Falcons, Winnipeg HC                                                                | Brandon Wheat Cities     |
| 1921/1922 Manitoba | Brandon Wheat Cities, Selkirk Fishermen, Winnipeg Falcons, Winnipeg HC                                             | Brandon Wheat Cities     |
| 1921/1922 Winnipeg | Winnipeg Monarchs, Winnipeg Tigers, Winnipeg Varsity, Winnipeg Victorias                                           | Winnipeg Victorias       |
| 1922/1923 Manitoba | Brandon Wheat Cities, Fort William Beavers, Port Arthur Bearcats, Selkirk Fishermen, Winnipeg Falcons, Winnipeg HC | Brandon Wheat Cities     |

‡ zmagovalci Pokala Allan